# Harry Markowitz
Harry Markowitz (anglès: Harry Max Markowitz)  (Chicago, 24 d'agost de 1927 - San Diego, 22 de juny de 2023) fou un economista i professor universitari nord-americà guardonat amb el Premi del Banc de Suècia de Ciències Econòmiques l'any 1990.

## Biografia
Va néixer el 24 d'agost de 1927 a la ciutat de Chicago, població situada a l'estat nord-americà d'Illinois. Va estudiar economia a la Universitat de Chicago, en la qual es va doctorar l'any 1955. Després de formar part de la Rand Corporation i l'empresa informàtica IBM fou nomenat professor d'economia financera a la Universitat de Nova York.

## Recerca econòmica
Durant la seva estada a l'empresa informàtica IBM va desenvolupar el llenguatge informàtic anomenat Simscript, llenguatge creat per escriure programes d'anàlisi econòmic.
Amb l'elaboració del seu article "Portafolio Selection" (1952) va analitzar les millors condicions per a l'elecció per part dels individus o empreses, en una situació d'incertasa i amb el menor marge de risc. Markowitz va mostrar com la conducta racional de l'inversor consisteix a maximitzar els rendiments esperats i, per tant, minimitzar el risc (acció observada mitjançant l'estudi de la variància).
L'any 1990 fou guardonat amb el Premi del Banc de Suècia de Ciències Econòmiques pels seus estudis de la teoria econòmica enfocats en el camp empresarial, juntament amb Merton Miller i William Sharpe. Un premi no exempt de polèmica donada la seva utilitat puntual dins la vasta ciència econòmica.

## Obra seleccionada
- 1952: "Portfolio Selection". Journal of Finance, Vol. 7, Iss. 1, p. 77-91
- 1959: Portfolio Selection: Efficient Diversification of Investments
- 1987:  Mean-Variance Analysis in Portfolio Choice and Capital